# Volmer in St. Jacobstraß
Volmer in St. Jacobstraß (* 14. Jahrhundert; † um 1397 in Aachen) war Schöffe und Bürgermeister der Reichsstadt Aachen.

## Leben und Wirken
Volmer wird in den Urkunden immer mit seiner Wohnungsadresse als „Volmer in St. Jacobstraße“ bezeichnet und nur in den genealogischen Aufzeichnungen von Hermann Friedrich Macco wird er als Colyn Volmer in St. Jacobstraß bezeichnet. Er entstammte einer alten Patrizier- und Schöffenfamilie, deren Mitglieder bereits zu Beginn des 14. Jahrhunderts in Aachen öffentliche Ämter bekleideten. Dazu gehörten unter anderem auch die Schöffen-Bürgermeister Arnold Volmer und Walter Volmer sowie Konrad Volmer, welcher zwar nicht dem Schöffenstuhl angehörte aber zum Bürgermeister-Bürgermeister gewählt wurde. Volmer wurde erstmals 1382 als Mitglied des Schöffenstuhls erwähnt und gehörte 1385 zu den Vertretern der Stadt Aachen, die mit den verbündeten Truppen des Landfriedensbündnisses Maas-Rhein die Burg Reifferscheid belagerten. Sie warfen Johann V. von Reifferscheid zahlreiche Raubzüge in der näheren und weiteren Umgebung und Bruch des Landfriedens vor. Die Belagerung selbst blieb anfangs erfolglos und die Allianztruppen rückten nach drei Monaten unverrichteter Dinge wieder ab. Dennoch konnte der Landfriedensbund Johann V. von Reifferscheid zu einem achtjährigen Friedensvertrag verpflichten. Anschließend vertrat Volmer die Stadt Aachen mehrmals als Delegierter bei wichtigen Konsultationen und auf Landtagen.
Schließlich wurde Volmer in den Jahren 1388, 1391 und 1394 zum Bürgermeister der Freien Reichsstadt Aachen gewählt. Darüber hinaus bekleidete er von 1382 bis 1389 das Amt des Meiers in Burtscheid. Er war verheiratet mit einer namentlich nicht überlieferten Dame, mit der er unter anderem den Sohn und späteren Bürgermeister Walter Volmer bekam.